# Học thuyết Sinatra
Học thuyết Sinatra mô tả chính sách của Liên Xô dưới thời Mikhail Gorbachyov, mà đã cho phép các nước Khối Warszawa, tự giải quyết những chuyện nội bộ của mình.
Vào ngày 25 tháng 10 năm 1989 Gorbachyov đến gặp tổng thống Phần Lan Mauno Koivisto tại Helsinki. Cả hai cùng tuyên bố vào ngày đó, sẽ không dùng vũ khí trước để chống lại một liên minh đối nghịch, một nước trung lập hay một nước trong liên minh của mình. 
| “                                 | "Liên Xô, một chính quyền Âu Á mà sở hữu vũ khi hạt nhân, một thành viên chính thức trong hội đồng Bảo an Liên Hợp Quốc và thành viên Khối Warszawa, và Phần Lan, một nước Bắc Âu trung lập, không có vũ khí nguyên tử [...] bày tỏ sự quyết tâm, thi hành những nguyên tắc và những ưu tiên ở Âu Châu dưới đây [...] Không có việc sử dụng bạo lực nào có thể bào chữa được, cho dù đó là một liên minh chính trị quân sự để chống lại một liên minh khác, hay trong liên minh của mình, hoặc chống lại một nước trung lập bất kể đảng phái nào. | ” |
| — Iswestija, 26 tháng 10 năm 1989 | |   |

Đó là một lời tuyên bố rõ ràng, không chỉ riêng cho Phần Lan. Phát ngôn viên báo chí của ngoại trưởng Liên Xô thời đó, Eduard Shevardnadze, và là thành đoàn của cuộc gặp mặt đó ở Helsinki, Gennadi Gerassimow, đã thông báo với giới báo chí, Gorbachyov đã cho ban hành „Học thuyết Sinatra". Ông ta đã giải thích từ này cho các phóng viên có mặt ở đó:
| “                    | Các bạn biết bài hát của Frank Sinatra, I Did It My Way? Ba Lan và Hungary bây giờ đang làm theo ý riêng của họ. Tôi nghĩ‚ học thuyết Brezhnev đã chết | ” |
| — Gennadi Gerassimow | |   |

Việc đặt tên học thuyết theo tên Frank Sinatra là muốn nhắc tới bài hát My Way, nổi tiếng thế giới qua ông ta, lấy đó làm tượng trưng là các quốc gia thuộc Khối Warszawa (có nhắc tên Ba Lan và Hungary), bây giờ có thể tự cải tổ nội bộ, khỏi phải sợ là sẽ bị nước ngoài nhảy vào can thiệp, như trong trường hợp Khối Warszawa tấn công Tiệp Khắc, mà được bào chữa bằng Học thuyết Brezhnev. Kết quả là các nước thuộc khối phía Đông đã bắt đầu cải tổ dân chủ, đưa tới việc sụp đổ bức tường Berlin, kết thúc cuộc chiến tranh lạnh.

## Trường hợp các nước Cộng hòa Liên Xô
Học thuyết Sinatra chỉ có giá trị cho các nước Khối Warszawa, chứ không được áp dụng cho các nước cộng hòa Liên Xô, một phần vì Điện Kremli sợ là nếu cho họ tự do quyết định sẽ đưa tới việc Liên Xô sụp đổ.
Mặc dù vậy, ngày 11 tháng 3 năm 1990, nước Cộng hòa Litva tuyên bố độc lập. Ngày 15 tháng 3 năm 1990, Liên Xô bắt đầu ban hành cấm vận và tiến hành những hoạt động quân sự chống lại Litva. Quân đội Xô viết đánh chiếm các tòa nhà công cộng và đưa xe tăng vào thủ đô Vilnius, sau đó lập nên Ủy ban Bảo vệ Quốc gia nhằm đàn áp chính phủ dân chủ của nước này. Vào ngày 13 tháng 1 năm 1991, quân đội Xô viết tấn công tháp truyền hình Vilnius, giết chết 14 dân thường và làm bị thương 700 người. Tuy nhiên, chính phủ dân chủ của Litva vẫn hoạt động. Trong cuộc trưng cầu dân ý ngày 9 tháng 2 năm 1991, đại đa số người dân Litva đã bỏ phiếu tách khỏi Liên Xô, thành lập một nước Litva độc lập và dân chủ.